# Parafia Matki Bożej Anielskiej w Nowym Targu
Parafia Matki Bożej Anielskiej w Nowym Targu – rzymskokatolicka parafia należąca do dekanatu Nowy Targ archidiecezji krakowskiej. Mieści się przy ulicy Kowaniec.

## Historia
Początkowo w miejscu kościoła parafialnego znajdowała się mała polanka, a na niej kapliczka, przy której zrobiono małe zadaszenie chroniące przed wiatrem i deszczem. W latach 60. XX wieku zaczął tu przyjeżdżać i odprawiać Mszę Świętą ks. Kazimierz Lisiewski, wikariusz parafii Najświętszego Serca Pana Jezusa w Nowym Targu. Z jego inicjatywy zbudowano małą kapliczkę z kamienia, w której co niedzielę odprawiano Mszę Świętą. Przy wsparciu ks. Mariana Juraszka, wikariusza parafii NSPJ, w latach 70. XX w. wybudowano bez zezwolenia drewniany kościół. Kilka razy przebywał w nim kardynał Karol Wojtyła. W 1982 roku utworzono parafię i rozpoczęto budowę domu katechetycznego wraz z plebanią. Pierwszym proboszczem został ks. kan. Zdzisław Stypuła. W kwietniu 1983 roku spłonął drewniany kościół, z którego ocalała drewniana figura Matki Boskiej i skarbonka. 
W latach 1984–1988 wybudowano obecny kościół parafialny. Został poświęcony w 1988 roku i konsekrowany w 2002 roku. Od 2025 roku proboszczem jest ks. Janusz Skorupa